# Дарваш, Габор
Габор Дарваш (венг. Darvas Gábor, до 1952 года пользовался фамилией Штейнбергер; 18 января 1911, Сату-Маре, Австро-Венгрия — 18 февраля 1985, Будапешт, ВНР) — венгерский композитор и музыковед

. Отец Яноша Дарваша.

## Биография
Родился в Трансильвании, входившей в то время в состав Австро-Венгрии. В 1918 году семья Штейнбергер переехала в Будапешт, где будущий композитор окончил гимназию и музыкальную школу по классу фортепиано. В 1926—1932 годах учился в Музыкальной академии Франца Листа, сперва по классу фагота, а затем — в классе композиции Золтана Кодая. После окончания академии, в 1930-е годы, писал оркестровую музыку, в том числе и для Венгерского радио.
В 1939 году композитор эмигрировал в Чили, где жил вплоть до окончания Второй мировой войны. Здесь он сотрудничал с австрийским дирижёром Эрихом Клайбером, писал статьи для музыкальных журналов. В 1948 году композитор вернулся в Венгрию, с 1951 года снова начал сочинять музыку. В 1949—1960 годах он работал на Венгерском радио, в 1955—1957 годах был главным редактором издательства Editio Musica Budapest, в 1957—1959 годах — художественным руководителем венгерской государственной студии звукозаписи «Hungaroton».
Собственное композиторское наследие Дарваша невелико, однако он — один из пионеров среди венгерских композиторов в создании электронной музыки. Дарвашу принадлежат многочисленные оркестровки и переложения музыки прошлых эпох, от сочинений XV—XVI веков до произведений Ференца Листа, Л. ван Бетховена и П. И. Чайковского. Писал также музыку к кинофильмам.
Музыковедческое наследие Дарваша начинается с книги «Симфонический оркестр» (венг. A szimfonikus zenekar; 1958), за которой последовали «Секреты симфонической музыки» (венг. A zenekari muzsika mühelytitkai; 1960, русский перевод под названием «Правила оркестровки», Будапешт, 1964), «Инструменты на протяжении тысячелетий» (венг. Évezredek hangszerei; 1961, расширенное издание 1975), «Введение в мир музыки» (венг. Bevezetö a zene világába; 1965—1968, сербохорватский перевод 1980), «Анатомия музыки» (венг. A zene anatómiája; 1974, переиздание 1985, русский перевод под названием «Книга о музыке», Москва, 1985), двухтомный труд по истории музыки (венг. A totem-zenétöl a hegedüversenyig; 1977 и венг. Zene Bachtól napjankig; 1981).